# Nahr el-Jaouz
Der Nahr el-Jaouz (arabisch نهر الجوز, DMG Nahr al-Ǧauz, franz.: fleuve Jaouz, dt. etwa Fluss der Walnüsse) ist ein Fluss im Libanon mit ca. 25 km Länge im Gouvernement Nord-Libanon.

## Namen
Es gibt keine einheitliche Umschrift für das Arabische, daher sind eine ganze Reihe verschiedener Bezeichnungen im Umlauf:
Nahr Jaouze, Nahr al Jawz, Nahr al Jawzah, Nahr el Djouz, Nahr el Jaouz.

## Geographie
Das hydrographische System des Libanon lässt sich in 40 größere Ströme in Fünf Regionen einteilen. Der Jaouz gehört dabei zur Küstenregion von Batrun.

### Verlauf
Die Quelle des Jaouz liegt bei Ain er-Raha in der Nähe des Reservats Arz Tannourine er verläuft im Allgemeinen in westlicher Richtung. In einer Flussschleife befindet sich die Burg Mousaylaha, bevor er sich bei dem Dorf Koubba arabisch كوبّا, nördlich von Batrun, ins Levantische Meer ergießt.

## Umweltverschmutzung
Der Fluss trocknet im Sommer komplett aus, daher ist die Verschmutzung durch Haushalts- und Industrieabwässer ein großes Problem.